# 영종국제물류고등학교
영종국제물류고등학교(永宗國際物流高等學校)는 대한민국 인천광역시 중구 운남동에 있는 공립 고등학교이다.

## 학교 연혁
- 1971년 12월 31일 : 영종상업고등학교 설립 인가
- 1972년 3월 1일 : 초대 이병기 교장 취임
- 1996년 10월 16일 : 인천항공정보산업고등학교로 학칙 변경 인가(항공정보처리과, 항공사무자동화과)
- 2002년 1월 7일 : 영종정보고등학교로 학칙 변경 인가(항공유통과, 항공사무과)
- 2005년 12월 28일 : 영종국제물류고등학교로 학칙 변경 인가(국제물류과)
- 2021년 7월 20일 : 영종국제물류고등학교 학칙 변경 인가 (국제물류과 2학급, 국제관세과 2학급)
- 2024년 1월 5일 : 제50회 졸업식(졸업생 51명, 누적 졸업생 3,879명)
- 2024년 3월 4일 : 제53회 입학식(국제물류과 38명, 국제관세과 39명 입학)
- 2024년 9월 1일 : 제25대 김진미 교장 취임

## 설치 학과
- 국제물류과
- 국제관세과

## 참고 자료
- 영종국제물류고등학교 - 한국교육학술정보원 학교알리미